# 第82回アカデミー賞
第82回アカデミー賞（だい82かいアカデミーしょう）の授賞式は映画芸術科学アカデミー（AMPAS）が主催し、2009年の映画を対象としており、2010年3月7日にロサンゼルス市ハリウッドのコダック・シアターで午後5時30分（PST）より開始された。授賞式は例年は2月下旬に行われていたが、今回はバンクーバーオリンピックとの競合を避けるために3月開催となった。

## 概要
アメリカ合衆国ではABCによって放送され、プロデューサーはビル・メカニックとアダム・シャンクマン、司会はアレック・ボールドウィンとスティーヴ・マーティンが務めた。マーティンは第73回と第75回以来3度目、ボールドウィンは初めての司会起用となった。また、複数の司会者が起用されたのは第59回以来であった。
2009年6月24日、アカデミー会長のシド・ギャニスは授賞式への関心をより集めるため作品賞のノミネート枠を5作品から10作品へ拡大することを発表した。ノミネート枠が10作品となるのは第16回以来のことである。また、作品賞の最終選考法についてはインスタント・ランオフ・ヴォーティング(IRV)に変更された。これは票割れの弊害を防ぐ方式で米選挙改革グループFairVote事務局長のロブ・リッチーは、映画賞の作品賞の選考にIRVを使うのは明らかに賢明な判断だ、としている。2010年2月20日、カリフォルニア州ビバリーヒルズのビバリー・ウィルシャー・ホテルでエリザベス・バンクス司会によりアカデミー技術貢献賞の授賞式が行われた。
最多受賞作品は『ハート・ロッカー』であり、作品賞と監督賞を含む6部門を受賞した。同作によりキャスリン・ビグローは監督賞を受賞した史上初の女性となった。この他に『アバター』が3部門、『クレイジー・ハート』と『プレシャス』、『カールじいさんの空飛ぶ家』がそれぞれ2部門、『ザ・コーヴ』、『イングロリアス・バスターズ』、『しあわせの隠れ場所』、『ロゴラマ』、『Music by Prudence』、『The New Tenants』、『瞳の奥の秘密』、『スター・トレック』、『ヴィクトリア女王 世紀の愛』がそれぞれ1部門で受賞を果たした。北米では約4200万人の視聴者を獲得したが、これは第77回以来の高数値であった。

## ノミネートと受賞
第82回アカデミー賞のノミネートは2010年2月2日の午前5時38分（PST）にカリフォルニア州ビバリーヒルズのサミュエル・ゴールドウィン・シアターでアカデミー会長のトム・シェラックと女優のアン・ハサウェイによって発表された。最多ノミネートは『アバター』と『ハート・ロッカー』の9個であった。
授賞式は2010年3月7日に行われた。キャスリン・ビグローは監督賞を受賞した史上初の女性となった。『カールじいさんの空飛ぶ家』は1991年の『美女と野獣』以来史上2作目の作品賞ノミネートを果たしたアニメ映画となった。脚色賞を受賞したジェフリー・S・フレッチャーはアフリカ系アメリカ人としては史上初の脚本賞受賞者となった。

### 一覧
太字は受賞である。
また、以下での人名表記は
1. 作品の日本語公式情報およびAMPAS公式サイトの日本版とWOWOWによる授賞式放送での表記に準ずる。
2. 見当たらない場合はデータベースサイトなどを参考にする。
3. それでもない場合は英語表記のままとする。

| 作品賞 | 監督賞 |
| --- | --- |

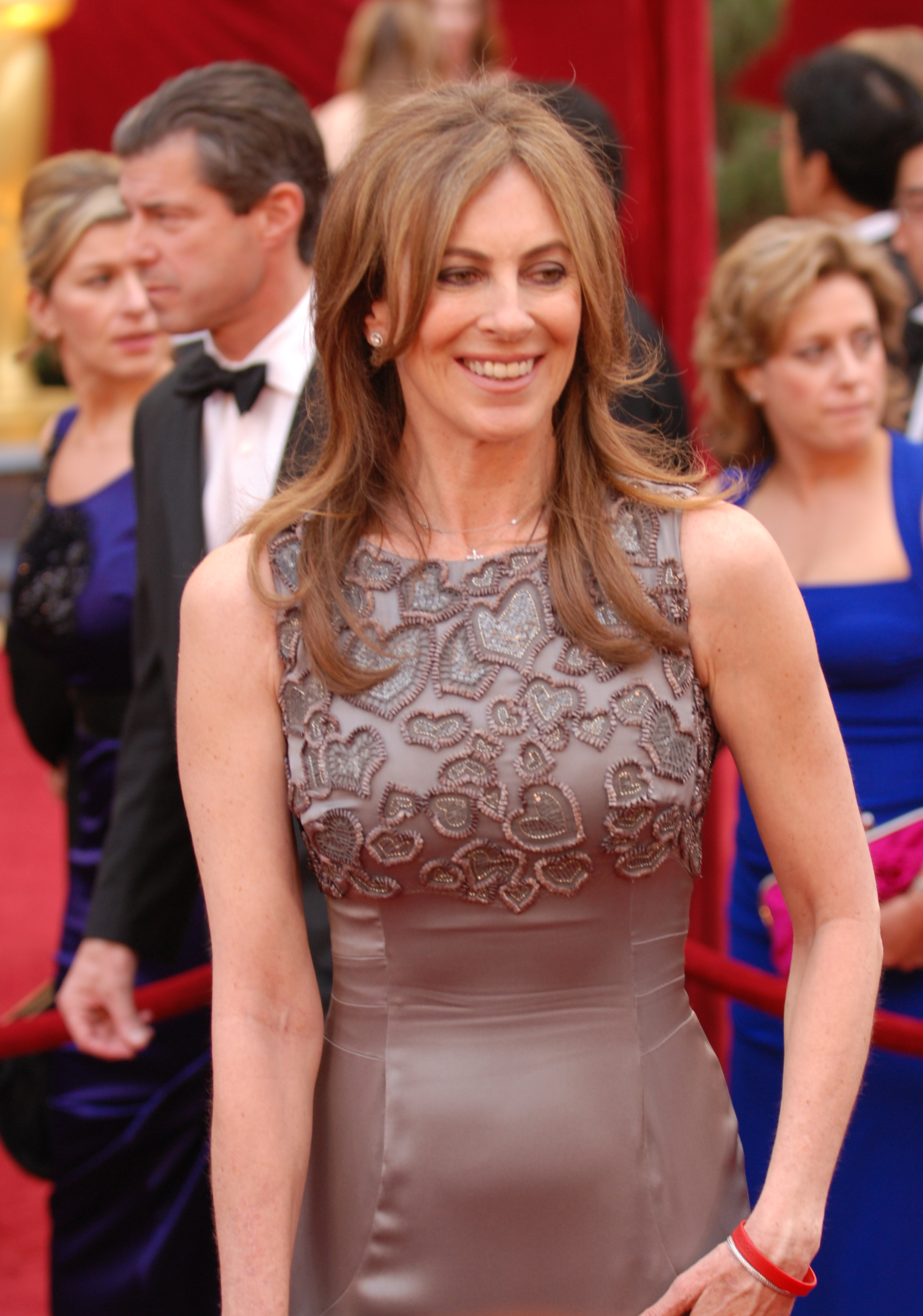
監督賞を受賞したキャスリン・ビグロー。

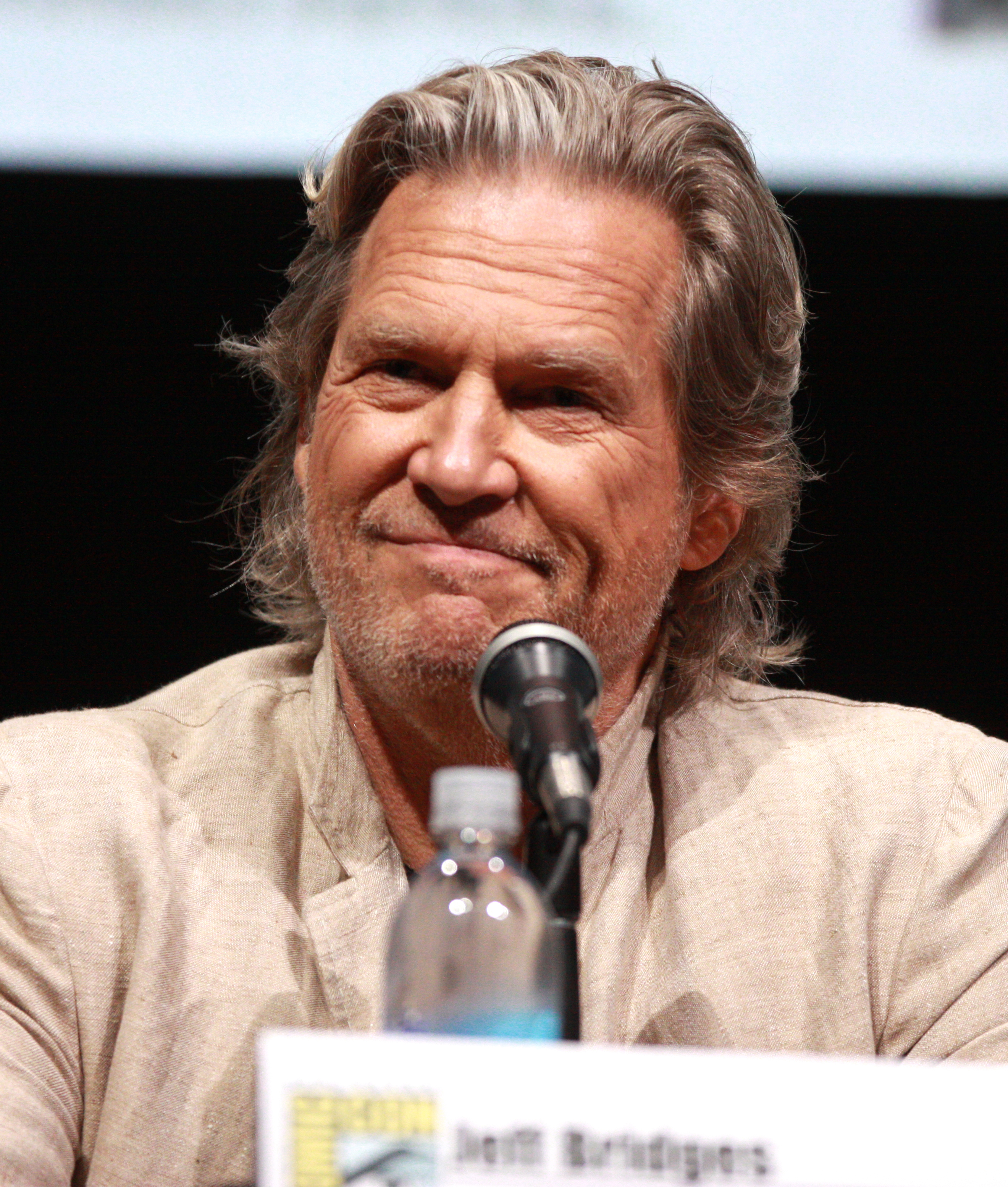
主演男優賞を受賞したジェフ・ブリッジス。

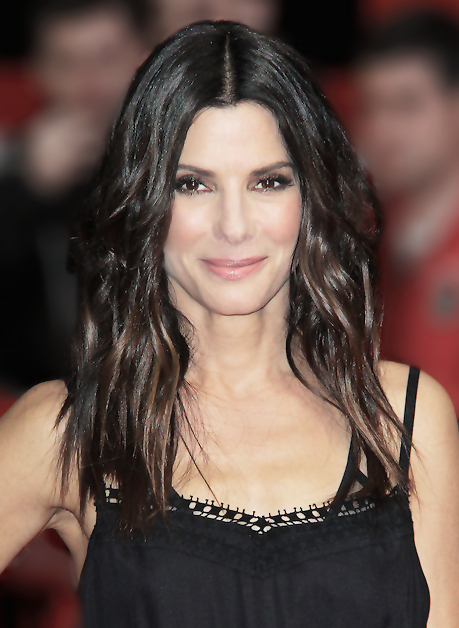
主演女優賞を受賞したサンドラ・ブロック。

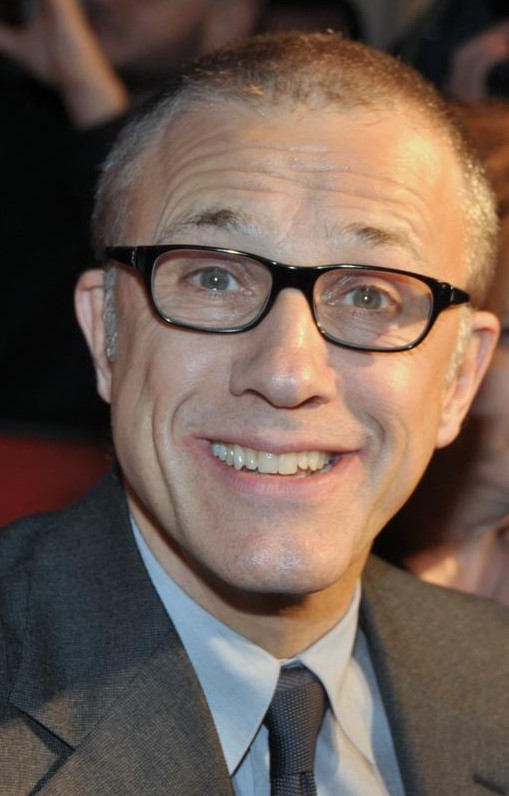
助演男優賞を受賞したクリストフ・ヴァルツ。

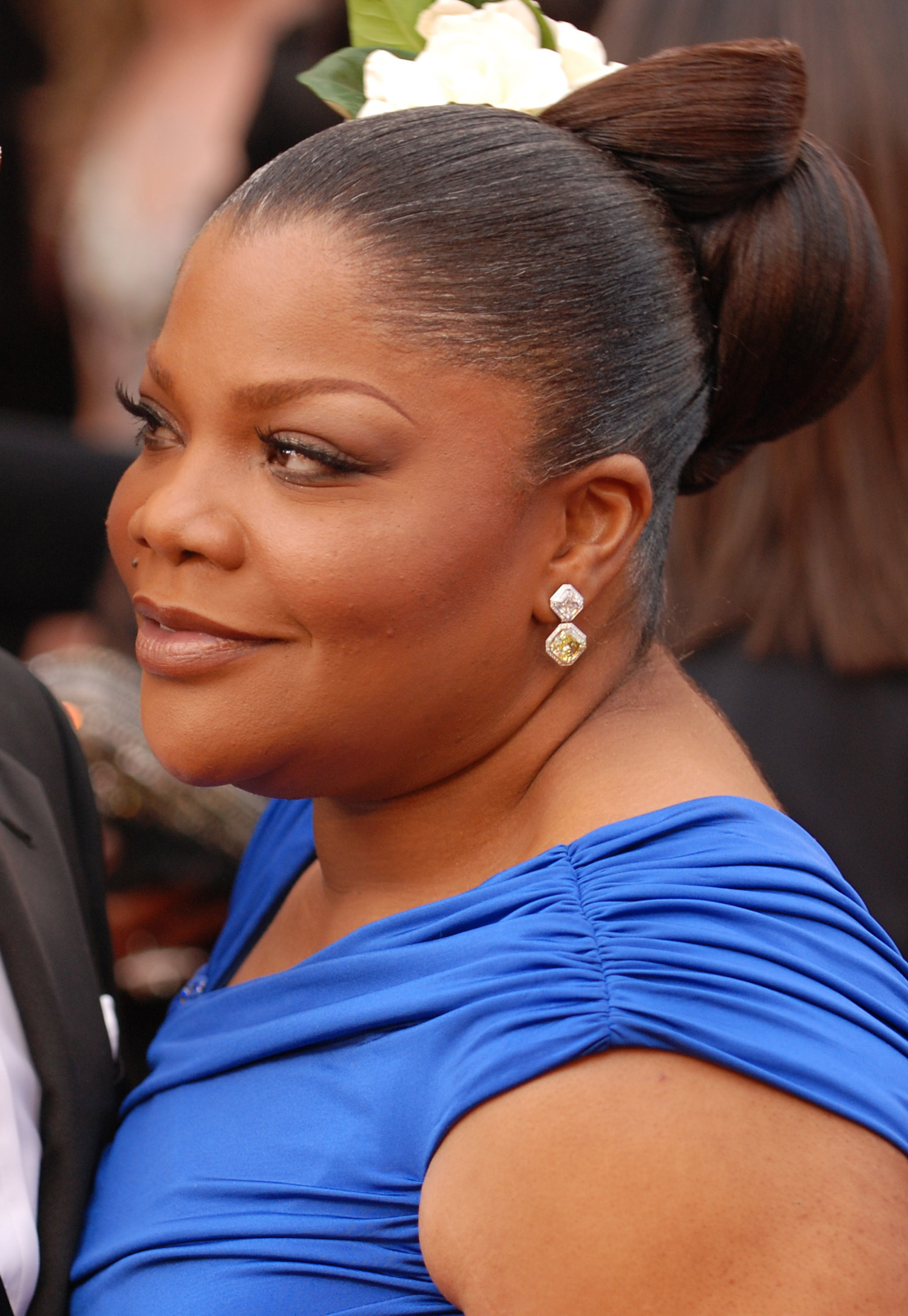
助演女優賞を受賞したモニーク。

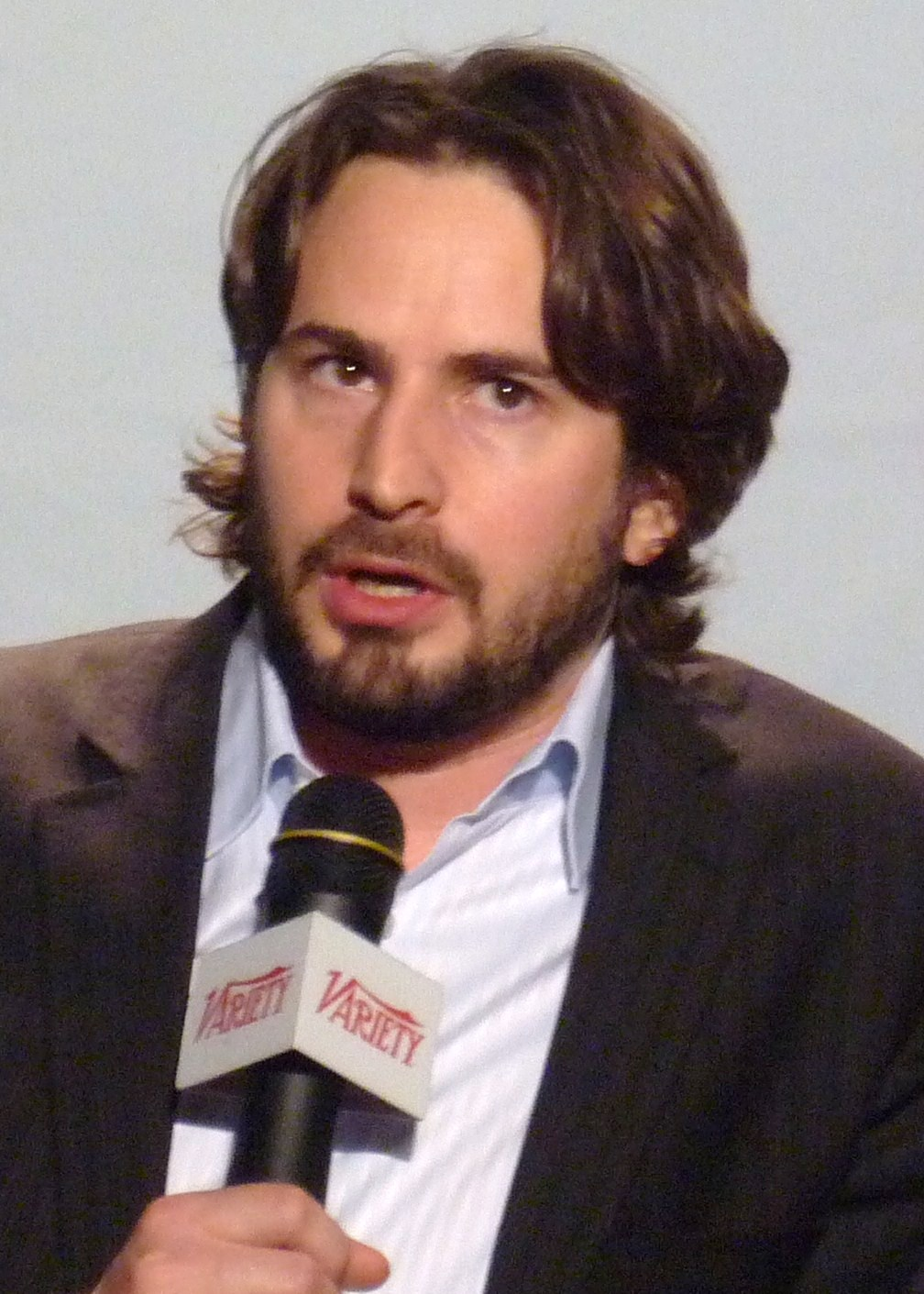
脚本賞を受賞したマーク・ボール。

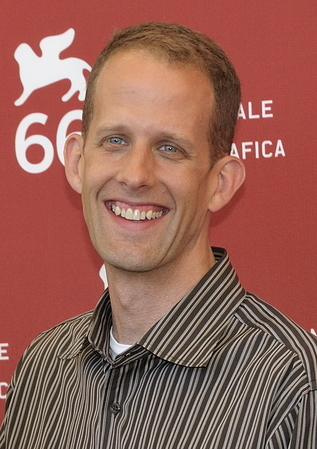
長編アニメ映画賞を受賞したピート・ドクター。

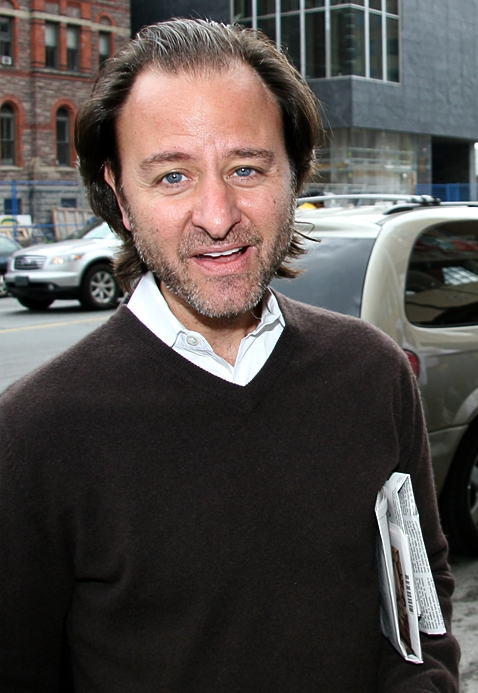
長編ドキュメンタリー映画賞を受賞したフィッシャー・スティーヴンス。

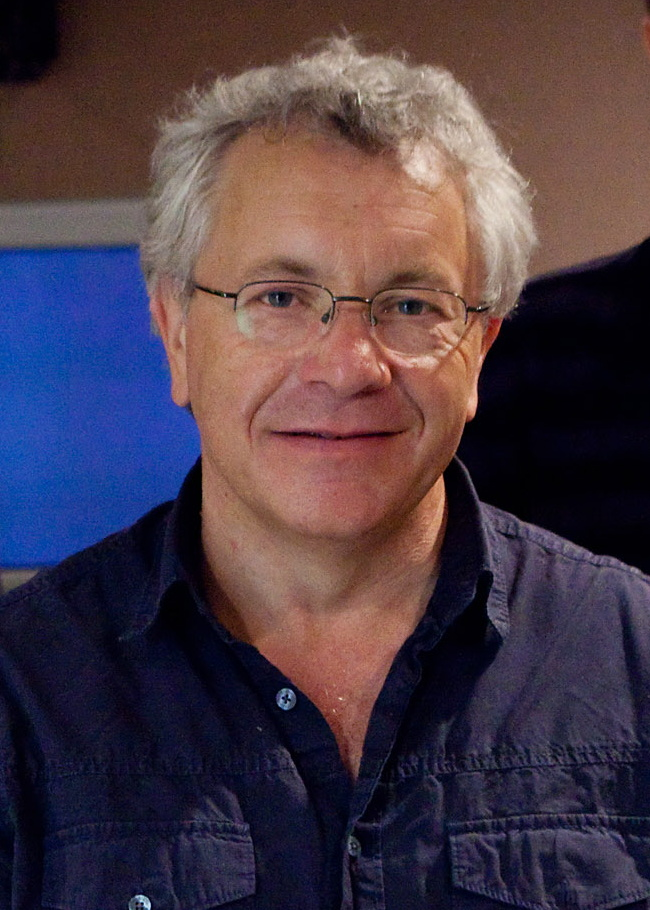
録音賞を受賞したレイ・ベケット。

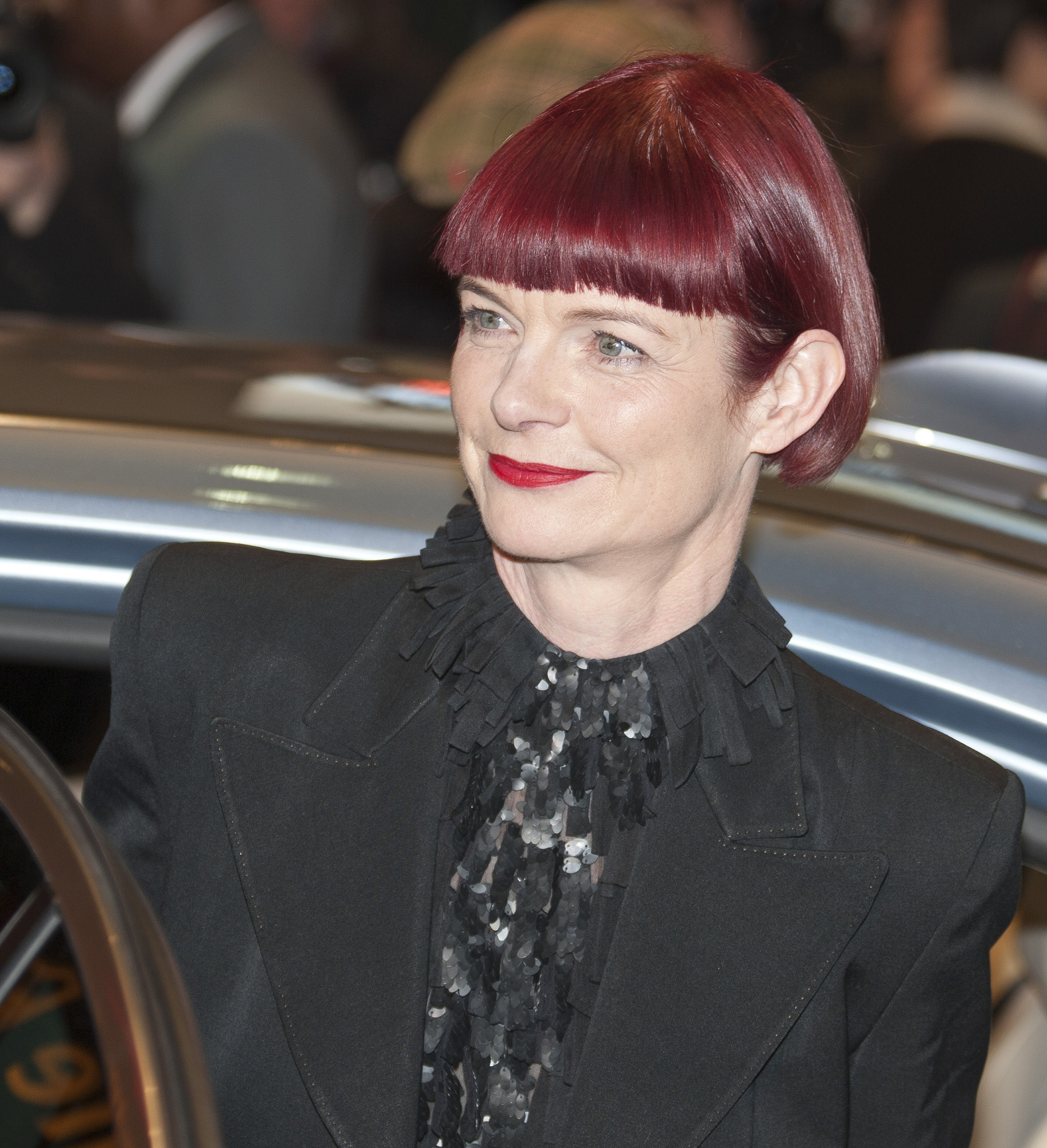
衣裳デザイン賞を受賞したサンディ・パウエル。

| - 『ハート・ロッカー』 - キャスリン・ビグロー、マーク・ボール、ニコラス・シャルティエ、グレッグ・シャピロ - 『アバター』 - ジェームズ・キャメロン、ジョン・ランドー - 『しあわせの隠れ場所』 - ギル・ネッター、アンドリュー・A・コソーヴ、ブロデリック・ジョンソン - 『第9地区』 - ピーター・ジャクソン、キャロリン・カニンガム - 『17歳の肖像』 - フィノラ・ドワイヤー、アマンダ・ポージー - 『イングロリアス・バスターズ』 - ローレンス・ベンダー - 『プレシャス』 - リー・ダニエルズ、セーラ・シーゲル＝マグネス、ゲイリー・マグネス - 『シリアスマン』 - イーサン・コーエン、ジョエル・コーエン - 『カールじいさんの空飛ぶ家』 - ジョナス・リヴェラ - 『マイレージ、マイライフ』 - ダニエル・ダビッキ、アイヴァン・ライトマン、ジェイソン・ライトマン | - キャスリン・ビグロー - 『ハート・ロッカー』 - ジェームズ・キャメロン - 『アバター』 - リー・ダニエルズ - 『プレシャス』 - ジェイソン・ライトマン - 『マイレージ、マイライフ』 - クエンティン・タランティーノ - 『イングロリアス・バスターズ』 |
| 主演男優賞 | 主演女優賞 |
| - ジェフ・ブリッジス - 『クレイジー・ハート』 - オーティス・"バッド"・ブレイク役 - ジョージ・クルーニー - 『マイレージ、マイライフ』 - ライアン・ビンガム役 - コリン・ファース - 『シングルマン』 - ジョージ・ファルコナー役 - モーガン・フリーマン - 『インビクタス/負けざる者たち』 - ネルソン・マンデラ役 - ジェレミー・レナー - 『ハート・ロッカー』 - ウィリアム・ジェームズ一等軍曹役 | - サンドラ・ブロック - 『しあわせの隠れ場所』 - リー・アン・テューイ役 - ヘレン・ミレン - 『終着駅 トルストイ最後の旅』 - ソフィヤ・トルストイ役 - キャリー・マリガン - 『17歳の肖像』 - ジェニー・メロア役 - ガボレイ・シディベ - 『プレシャス』 - クレアリース・"プレシャス"・ジョーンズ役 - メリル・ストリープ - 『ジュリー&ジュリア』 - ジュリア・チャイルド役                                                                                             |
| 助演男優賞 | 助演女優賞 |
| - クリストフ・ヴァルツ - 『イングロリアス・バスターズ』 - ハンス・ランダ親衛隊大佐役 - マット・デイモン - 『インビクタス/負けざる者たち』 - フランソワ・ピナール役 - ウディ・ハレルソン - 『メッセンジャー』 - トニー・ストーン大尉役 - クリストファー・プラマー - 『終着駅 トルストイ最後の旅』 - レフ・トルストイ役 - スタンリー・トゥッチ - 『ラブリーボーン』 - ジョージ・ハーヴィ役 | - モニーク - 『プレシャス』 - メリー・リー・ジョンストン役 - ペネロペ・クルス - 『NINE』 - カルラ・アルバネーゼ役 - ヴェラ・ファーミガ - 『マイレージ、マイライフ』 - アレックス・ゴーラン役 - マギー・ジレンホール - 『クレイジー・ハート』 - ジーン・クラドック役 - アナ・ケンドリック - 『マイレージ、マイライフ』 - ナタリー・キーナー役 |
| 脚本賞 | 脚色賞 |
| - 『ハート・ロッカー』 - マーク・ボール - 『イングロリアス・バスターズ』 - クエンティン・タランティーノ - 『メッセンジャー』 - アレサンドロ・キャモン、オーレン・ムーヴァーマン - 『シリアスマン』 - イーサン・コーエン、ジョエル・コーエン - 『カールじいさんの空飛ぶ家』 - トム・マッカーシー、ボブ・ピーターソン、ピート・ドクター | - 『プレシャス』 - ジェフリー・S・フレッチャー - 『第9地区』 - ニール・ブロムカンプ、テリー・タッチェル - 『17歳の肖像』 - ニック・ホーンビィ - In the Loop - ジェシー・アームストロング、サイモン・ブラックウェル、アーマンド・イアヌッチ、トニー・ローチ - 『マイレージ、マイライフ』 - ジェイソン・ライトマン、シェルドン・ターナー |
| 長編アニメ映画賞 | 外国語映画賞 |
| - 『カールじいさんの空飛ぶ家』 - ピート・ドクター - 『コララインとボタンの魔女 3D』 - ヘンリー・セリック - 『ファンタスティック Mr.FOX』 - ウェス・アンダーソン - 『プリンセスと魔法のキス』 - ロン・クレメンツ、ジョン・マスカー - 『ブレンダンとケルズの秘密』 - トム・ムーア | - 『瞳の奥の秘密』（ アルゼンチン） - Ajami （ イスラエル） - 『悲しみのミルク』（ ペルー） - 『預言者』（ フランス） - 『白いリボン』（ ドイツ） |
| 長編ドキュメンタリー映画賞 | 短編ドキュメンタリー映画賞 |
| - 『ザ・コーヴ』 - ルイ・シホヨス、フィッシャー・スティーヴンス - 『ビルマVJ 消された革命』 - アンドレス・オステルガールド、リーゼ＝レンゼー・ミュラー - 『フード・インク』 - ロバート・ケナー、エリス・ピアルスタイン - The Most Dangerous Man in America: Daniel Ellsberg and the Pentagon Papers - ジュディス・エーリッヒ、リック・ゴールドスミス - 『僕の居場所はどこ? 〜アメリカめざす中米の少年たち〜』 - レベッカ・カミサ | - Music by Prudence - Roger Ross Williams、Elinor Burkett - China's Unnatural Disaster: The Tears of Sichuan Province - Jon Alpert、Matthew O'Neill - The Last Campaign of Governor Booth Gardner - Daniel Junge、Henry Ansbacher - The Last Truck: Closing of a GM Plant - Steven Bognar、Julia Reichert - Rabbit à la Berlin - Bartosz Konopka、Anna Wydra                                                                                                   |
| 短編映画賞 | 短編アニメ賞 |
| - The New Tenants - Joachim Back、Tivi Magnusson - The Door - Juanita Wilson、James Flynn - Instead of Abracadabra - Patrik Eklund、Mathias Fjellström - Kavi - Gregg Helvey - Miracle Fish - Luke Doolan、Drew Bailey | - 『ロゴラマ』 - ニコラス・シュメルキン - French Roast -ファブリス・O・ジョウバート - 『オグリムおばあちゃんの眠りの森の美女』 - ニッキー・フェラ、Darragh O'Connell - The Lady and the Reaper - ハビエル・レチオ・ガルシア - 『ウォレスとグルミット ベーカリー街の悪夢』 - ニック・パーク |
| 作曲賞 | 歌曲賞 |
| - 『カールじいさんの空飛ぶ家』 - マイケル・ジアッキーノ - 『アバター』 - ジェームズ・ホーナー - 『ファンタスティック Mr.FOX』 - アレクサンドル・デスプラ - 『ハート・ロッカー』 - マルコ・ベルトラミ、バック・サンダース - 『シャーロック・ホームズ』 - ハンス・ジマー | - 「ザ・ウイーリ・カインド」 - 『クレイジー・ハート』 - ライアン・ビンガム、Ｔ＝ボーン・バーネット - 「夢まで あとすこし」 - 『プリンセスと魔法のキス』 - ランディ・ニューマン - 「それがニューオーリンズ」 - 『プリンセスと魔法のキス』 - ランディ・ニューマン - 「パリ、愛してる」 - 『幸せはシャンソニア劇場から』 - ラインハルト・ワーグナー、フランク・トマ - 「テイク・イット・オール」 - 『NINE』 - モーリー・イェストン                                |
| 音響編集賞 | 録音賞 |
| - 『ハート・ロッカー』 - ポール・N・J・オットソン - 『アバター』 - クリストファー・ボイズ、グウェンドリン・イェーツ・ホイットル - 『イングロリアス・バスターズ』 - ウィリー・ステイトマン - 『スター・トレック』 - マーク・ストッキンジャー、アラン・ランキン - 『カールじいさんの空飛ぶ家』 - マイケル・シルヴァース、トム・メイヤーズ | - 『ハート・ロッカー』 - ポール・N・J・オットソン、レイ・ベケット - 『アバター』 - クリストファー・ボイズ、ゲイリー・サマーズ、アンディ・ネルソン、トニー・ジョンソン - 『イングロリアス・バスターズ』 - マイケル・ミンクラー、トニー・ランベルティ、マーク・ウラノ - 『スター・トレック』 - アンナ・ベルマー、アンディ・ネルソン、ピーター・J・デヴリン - 『トランスフォーマー/リベンジ』 - グレッグ・P・ラッセル、ゲイリー・サマーズ、ジェフリー・パターソン |
| 美術賞 | 撮影賞 |
| - 『アバター』 - リック・カーター（プロダクションデザイン）、ロバート・ストロンバーグ（プロダクションデザイン）、キム・シンクレア（セットデコレーション） - 『Dr.パルナサスの鏡』 - デイブ・ウォーレン（プロダクションデザイン）、アナスタシア・マサロ（プロダクションデザイン）、キャロライン・スミス（セットデコレーション） - 『NINE』 - ジョン・マイヤー（プロダクションデザイン）、ゴードン・シム（セットデコレーション） - 『シャーロック・ホームズ』 - サラ・グリーンウッド（プロダクションデザイン）、ケイティ・スペンサー（セットデコレーション） - 『ヴィクトリア女王 世紀の愛』 - パトリス・ヴァーメット（プロダクションデザイン）、マギー・グレイ（セットデコレーション）                                                                     | - 『アバター』 - マウロ・フィオーレ - 『ハリー・ポッターと謎のプリンス』 - ブリュノ・デルボネル - 『ハート・ロッカー』 - バリー・アクロイド - 『イングロリアス・バスターズ』 - ロバート・リチャードソン - 『白いリボン』 - クリスティアン・ベルガー |
| メイクアップ賞 | 衣裳デザイン賞 |
| - 『スター・トレック』 - バーニー・バーマン、ミンディ・ホール、ジョエル・ハーロウ - 『イル・ディーヴォ 魔王と呼ばれた男』 - アルド・シニョレッティ、ヴィットリオ・ソダーノ - 『ヴィクトリア女王 世紀の愛』 - ジョン・ヘンリー・ゴードン、ジェニー・シャーコア | - 『ヴィクトリア女王 世紀の愛』 - サンディ・パウエル - 『ブライト・スター いちばん美しい恋の詩』 - ジャネット・パターソン - 『ココ・アヴァン・シャネル』 - カトリーヌ・ルテリエ - 『Dr.パルナサスの鏡』 - モニク・プリュドム - 『NINE』 - コリーン・アトウッド |
| 編集賞 | 視覚効果賞 |
| - 『ハート・ロッカー』 - クリス・イニス、ボブ・ムラウスキー - 『アバター』 - ジェームズ・キャメロン、ジョン・ルフーア、スティーヴン・E・リフキン - 『第9地区』 - ジュリアン・クラーク - 『イングロリアス・バスターズ』 - サリー・メンケ - 『プレシャス』 - ジョー・クロッツ | - 『アバター』 - ジョー・レッテリ、スティーヴン・ローゼンバウム、リチャード・バネハム、アンドリュー・R・ジョーンズ - 『第9地区』 - ダン・カウフマン、ピーター・マイザーズ、ロバート・ハブロス、マット・エイトケン - 『スター・トレック』 - ロジャー・ガイエット、ラッセル・アール、ポール・カバナー、バート・ダルトン |

### 特別賞
2009年11月14日に第1回ガヴァナーズ賞が行われた。

#### アカデミー名誉賞
- ローレン・バコール
- ロジャー・コーマン
- ゴードン・ウィリス

#### アービング・G・タルバーグ賞
- ジョン・キャリー（英語版）

### 複数ノミネート及び受賞作品
| ノミネート数 | 作品                            |
| ------------ | ------------------------------- |
| 9            | 『アバター』                    |
| 9            | 『ハート・ロッカー』            |
| 8            | 『イングロリアス・バスターズ』  |
| 6            | 『プレシャス』                  |
| 6            | 『マイレージ、マイライフ』      |
| 5            | 『カールじいさんの空飛ぶ家』    |
| 4            | 『第9地区』                     |
| 4            | 『NINE』                        |
| 4            | 『スター・トレック』            |
| 3            | 『17歳の肖像』                  |
| 3            | 『クレイジー・ハート』          |
| 3            | 『プリンセスと魔法のキス』      |
| 3            | 『ヴィクトリア女王 世紀の愛』   |
| 2            | 『しあわせの隠れ場所』          |
| 2            | 『ファンタスティック Mr.FOX』   |
| 2            | 『インビクタス/負けざる者たち』 |
| 2            | 『Dr.パルナサスの鏡』           |
| 2            | 『終着駅 トルストイ最後の旅』   |
| 2            | 『メッセンジャー』              |
| 2            | 『シリアスマン』                |
| 2            | 『シャーロック・ホームズ』      |
| 2            | 『白いリボン』                  |

| 受賞数 | 作品                         |
| ------ | ---------------------------- |
| 6      | 『ハート・ロッカー』         |
| 3      | 『アバター』                 |
| 2      | 『クレイジー・ハート』       |
| 2      | 『プレシャス』               |
| 2      | 『カールじいさんの空飛ぶ家』 |

## イン・メモリアル
『イン・メモリアル』トリビュートはチャック・ワークマンがプロデュースし、女優のデミ・ムーアがプレゼンターを務めた。トリビュートの際にジェームス・テイラーがビートルズの「イン・マイ・ライフ」を歌った。
| - パトリック・スウェイジ - モーリス・ジャール - モンテ・ヘイル - ジーン・シモンズ - トゥリオ・ピネリ - エリック・ロメール - ケン・アナキン - デビッド・キャラダイン - ギャレス・ウィガン - ダニエル・メルニック - ハワード・ジーフ - ドム・デルイーズ - アーミー・アーチャード - ロン・シルヴァー - ブリタニー・マーフィ - ルー・ジャコビ - サイモン・チャニング＝ウィリアムズ | - ベッツィ・ブレア - ジョセフ・ワイズマン - ジャック・カーディフ - キャスリン・グレイソン - アーサー・キャントン - ナット・ボクサー - ミラード・カウフマン - ロイ・E・ディズニー - ラリー・ゲルバート - ホートン・フート - ロバート・ウッドラフ・アンダーソン - バッド・シュールバーグ - マイケル・ジャクソン - ナターシャ・リチャードソン - ジェニファー・ジョーンズ - デイヴィッド・ブラウン - カール・マルデン |